# قمارخانه (فیلم)
«قمارخانه» (انگلیسی: The Casino (film)) فیلمی در ژانر اکشن است که در سال ۱۹۷۲ منتشر شد.